# Eigentliche Hyänen
Die Eigentlichen Hyänen (Hyaeninae) sind eine Unterfamilie der Hyänen (Hyaenidae). Sie umfasst drei der vier lebenden Arten: die Tüpfelhyäne, die Streifenhyäne und die Schabrackenhyäne.

## Merkmale
Eigentliche Hyänen erreichen eine Kopfrumpflänge von 100 bis 160 Zentimetern, der Schwanz ist mit 30 bis 40 Zentimetern relativ kurz. Die Schulterhöhe beträgt 66 bis 81 Zentimeter, das Gewicht variiert zwischen 26 und 55 Kilogramm, in Ausnahmefällen bis 86 Kilogramm. Die Vorderbeine sind länger und kräftiger gebaut als die Hinterbeine, wodurch der Rücken nach hinten abfällt. Die Pfoten tragen stumpfe, nicht einziehbare Krallen, an den Vorder- und Hinterbeinen befinden sich jeweils vier Zehen. Das Fell ist je nach Art getupft, gestreift oder einfarbig, Schabracken- und Streifenhyänen haben eine aufrichtbare Rückenmähne. 
Im Bau des Schädels und der Zähne zeigen sich die größten Unterschiede zu den Erdwölfen (Protelinae), der zweiten Unterfamilie der Hyänen. Der wuchtige Kopf mit der breiten Schnauze sitzt auf einem kräftigen Nacken. Die Prämolaren sind an das Aufbrechen von Knochen angepasst und vergrößert, besonders der dritte obere und der dritte untere Prämolar. Ihr Zahnschmelz besitzt eine komplexe Struktur, wodurch das Zerbrechen der Zähne verhindert wird. Der vierte obere Prämolar und der erste untere Molar sind wie bei allen Landraubtieren zu Reißzähnen entwickelt; diese Zähne sind klingenförmig gebaut und dienen dem Zerschneiden von Fleisch. Die hinter den Reißzähnen gelegenen Molaren sind verkleinert oder fehlen völlig. Die Zahnformel lautet I 3/3 – C 1/1 – P 4/3 M 1/1, insgesamt also 34 Zähne. Verbunden mit dem kräftigen Gebiss ist eine starke Kaumuskulatur.

## Verbreitung und Lebensweise
Die Eigentlichen Hyänen sind in weiten Teilen Afrikas sowie im westlichen und südlichen Asien verbreitet. Sie bewohnen vorwiegend trockene Lebensräume wie Halbwüsten, Savannen und Buschländer, kommen jedoch mit verschiedenen Habitaten zurecht. Sie sind überwiegend dämmerungs- oder nachtaktiv und sind territorial. Die Reviere werden mit dem Sekret ihrer Analbeutel markiert, die Territorien sind in der Regel relativ groß und umfassen je nach Art zwischen 20 und über 1000 km². Eigentliche Hyänen leben häufig in Gruppen („Clans“) mit komplexer Sozialstruktur.
Die Streifen- und die Schabrackenhyäne sind überwiegend Aasfresser. Dank ihres kräftigen Gebisses können sie auch dicke Knochen zerbrechen, ihr effizientes Verdauungssystem verwertet alle Körperteile eines Tiers mit Ausnahme der Haare, der Hufe und der Hörner. Die im Aas enthaltenen bakteriellen Gifte beeinträchtigen weder ihr Verdauungs- noch ihr Immunsystem. Neben Aas verzehren sie auch selbst gejagte Kleintiere sowie pflanzliches Material. Die Tüpfelhyänen hingegen sind effiziente Jäger, die zwischen 60 und 95 % ihrer Nahrung selbst erlegen. Sie fressen vorwiegend größere Huftiere, haben aber ein breites Nahrungsspektrum.

## Systematik
Die Eigentlichen Hyänen umfassen drei der vier rezenten Hyänenarten:
- Streifenhyäne (Hyaena hyaena)
- Schabrackenhyäne (Parahyaena brunnea oder Hyaena brunnea)
- Tüpfelhyäne (Crocuta crocuta)

Zusammen mit dem Erdwolf (Proteles cristata), der in der eigenen Unterfamilie Protelinae eingeordnet wird und sich nahezu ausschließlich von Termiten ernährt, bilden sie die Familie der Hyänen (Hyaenidae).